# Mień
Mień is een plaats in het Poolse district  Bielski (Podlachië), woiwodschap Podlachië. De plaats maakt deel uit van de gemeente Brańsk en telt 610 inwoners.